# Fend Flitzer

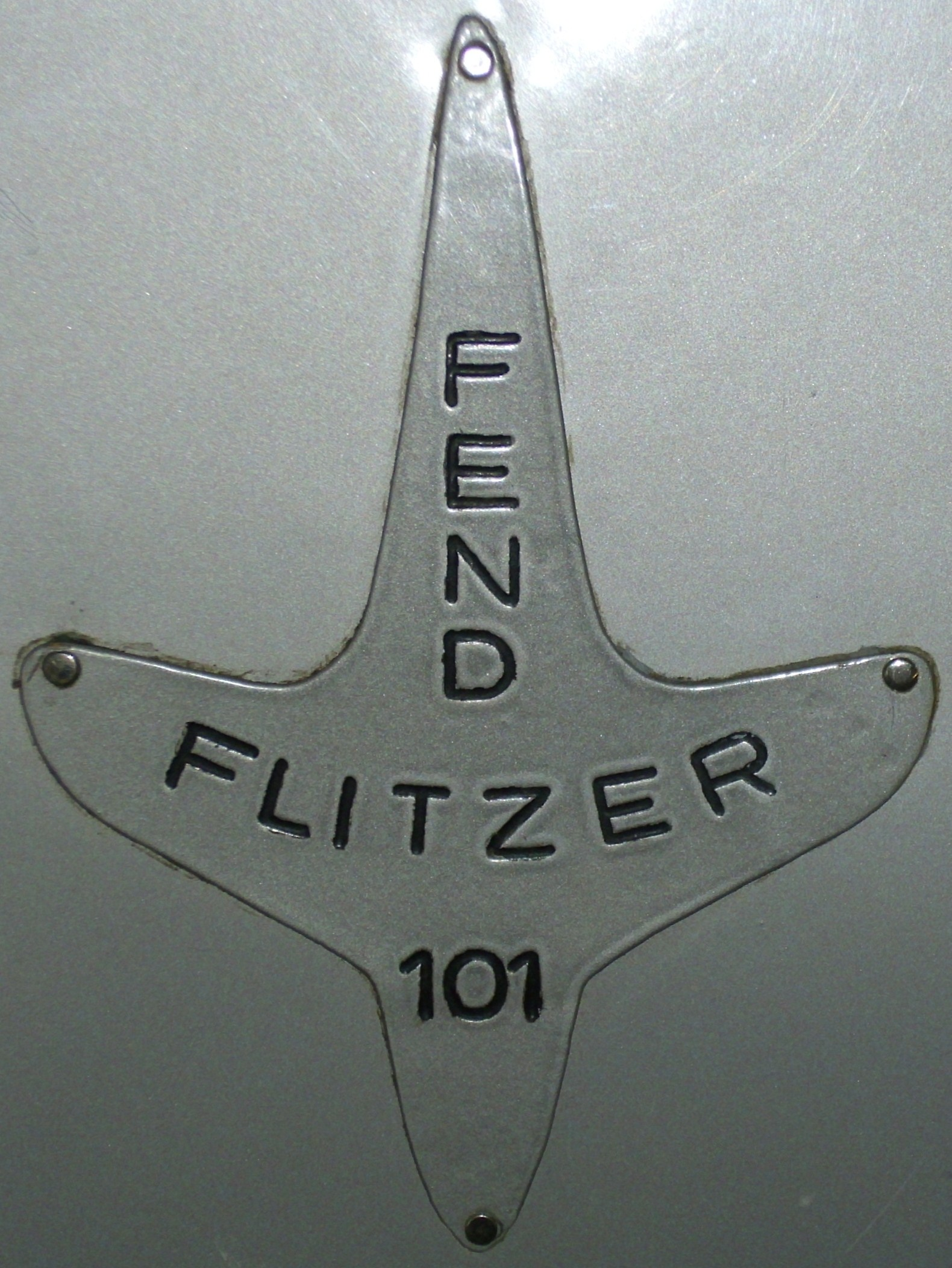
Emblem des Fend Flitzer 101

Der Fend Flitzer ist ein Rollermobil des deutschen Herstellers Fend.

## Beschreibung
Der Fend Flitzer war ein besonders kleines und leichtes Dreirad-Fahrzeug, das nur Platz für eine Person bot. Der Motor war vor dem einzelnen Hinterrad montiert und trieb dieses an. Das Fahrzeug war bei einem Radstand von 1500 mm und einer vorderen Spurbreite von 1000 mm 2000 mm lang, 1151 mm breit und 1100 mm hoch. Zwischen August 1948 und Dezember 1951 wurden insgesamt etwa 282 Fahrzeuge in drei aufeinander folgenden Serien gebaut, die sich durch die Motorisierung und dadurch bedingt auch im Leergewicht und den Fahrleistungen unterschieden. 

### Erste Serie
Die erste Serie war vom August 1948 bis März 1949 auf dem Markt. Ein luftgekühlter Einzylinder-Zweitaktmotor von den Victoria-Werken mit 38 cm³ Hubraum und 1 PS Leistung kam zum Einsatz. Er beschleunigte das 75 kg schwere Gefährt auf maximal 40 km/h. Einzige Karosserievariante war die eines Coupés, bei dem das Oberteil der Karosserie nach vorne geklappt werden konnte. Es entstanden etwa 30 Fahrzeuge, die zu einem Preis von 938 DM (entspricht heute etwa 2.900 EUR) verkauft wurden.

„Der deutsche Ingenieur Fritz Fend hat ein Kleinstauto für eine Person konstruiert, das auf drei Rädern fährt und ein Gewicht von nur 75 kg hat. Ein Zweitaktmotor von einer Pferdestärke, der pro 100 km nur 1.5 Liter Benzin verbraucht, verleiht dem Fahrzeug eine Höchstgeschwindigkeit von 45 km pro Stunde. Das Steuer des ‚Fend-Flitzer‘ läßt sich, ähnlich wie bei einem Holländer, vor- und rückwärts bewegen, so daß bei starken Steigungen die Motorleistung durch die Muskelkraft ergänzt wird. (Auf der Großglocknerstraße dürfte sich also der Fend-Flitzer kaum bewähren. Die Red.)“

### Zweite Serie
Die zweite Serie wurde zwischen März 1949 und März 1950 in 98 Exemplaren hergestellt und für 1.285 DM (entspricht heute etwa 4.300 EUR) verkauft. Neben dem Coupé stand nun auch ein Roadster im Sortiment. Ein luftgekühlter Einzylinder-Zweitaktmotor von Fichtel & Sachs mit 98 cm³ Hubraum und 2,5 PS Leistung trieb das Fahrzeug an. Trotz des auf 95 kg erhöhten Leergewichtes war die Höchstgeschwindigkeit nun mit 60 km/h angegeben.

### Dritte Serie
Die dritte Serie erschien im März 1950 und blieb bis zur Produktionseinstellung im Dezember 1951 auf dem Markt. Ein luft- bzw. gebläsegekühlter Einzylinder-Zweitaktmotor von Riedel mit 98 cm³ Hubraum und 4,5 PS Leistung ermöglichte eine Höchstgeschwindigkeit von 75 km/h. Das Fahrzeug wog 120 kg. Zu einem unveränderten Preis von 1285 DM wurden 154 Fahrzeuge verkauft.

## Nachfolger
Eine Weiterentwicklung bot die Messerschmitt AG als Messerschmitt Kabinenroller an.

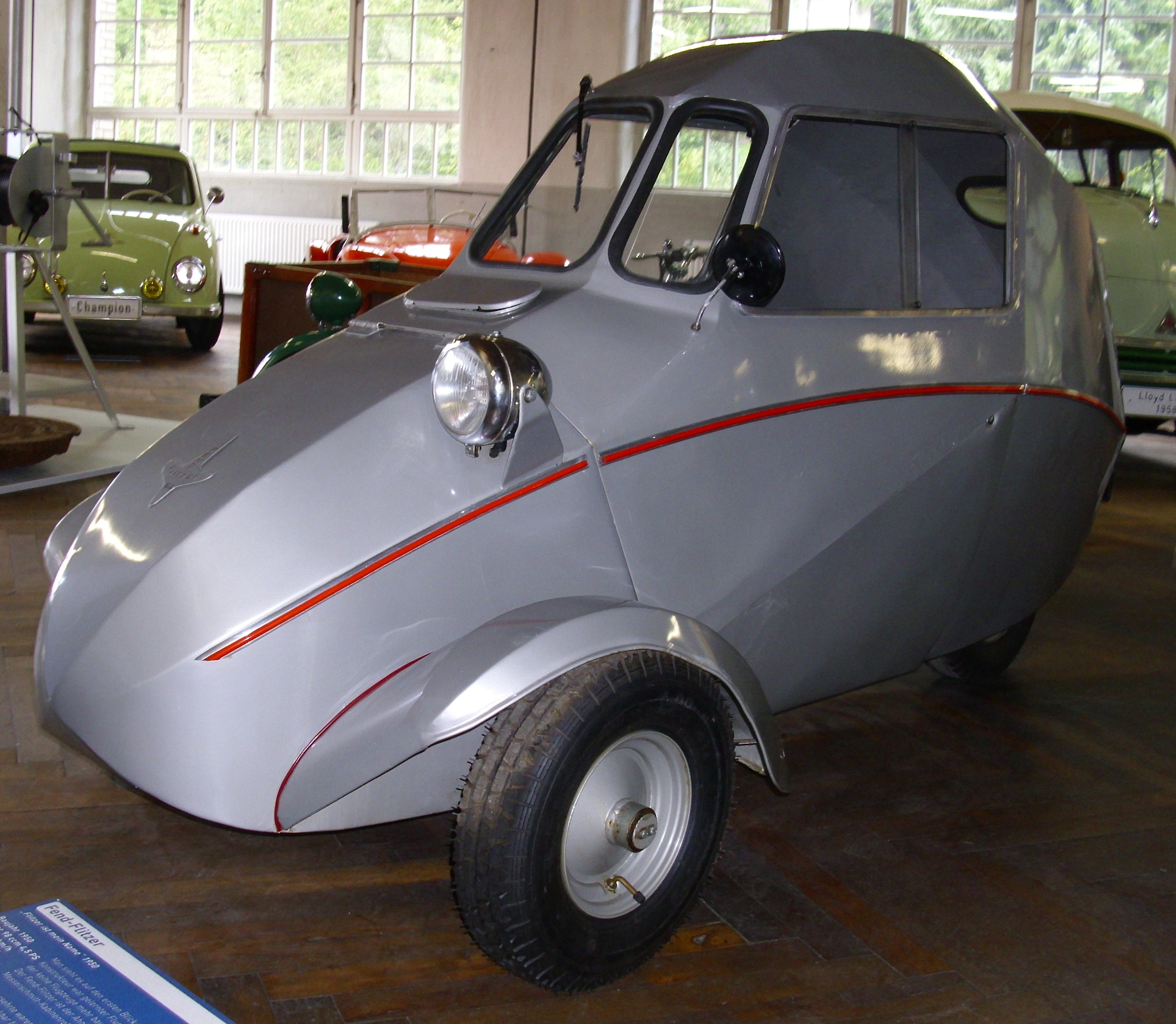
Coupé
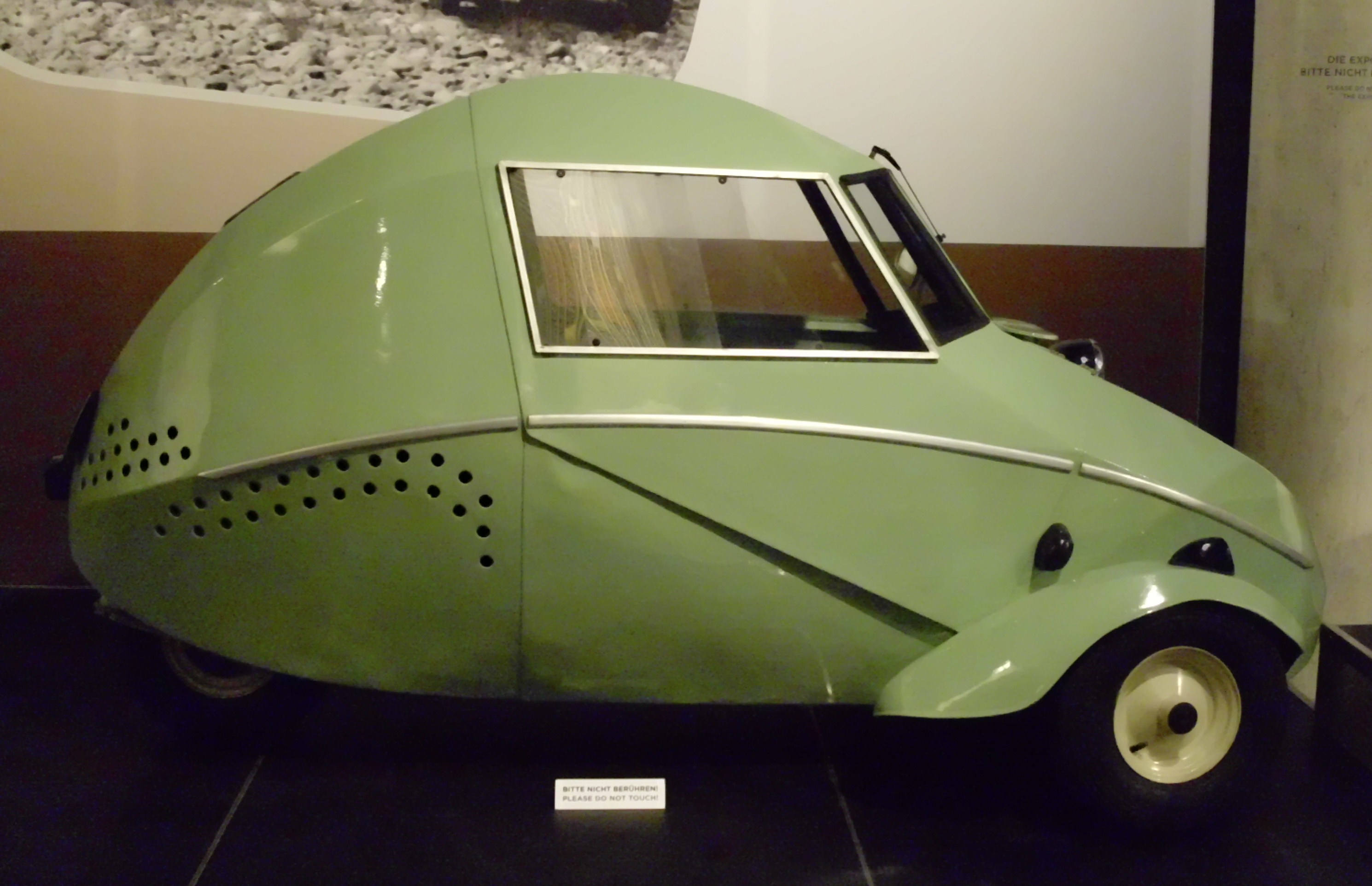
Seitenansicht
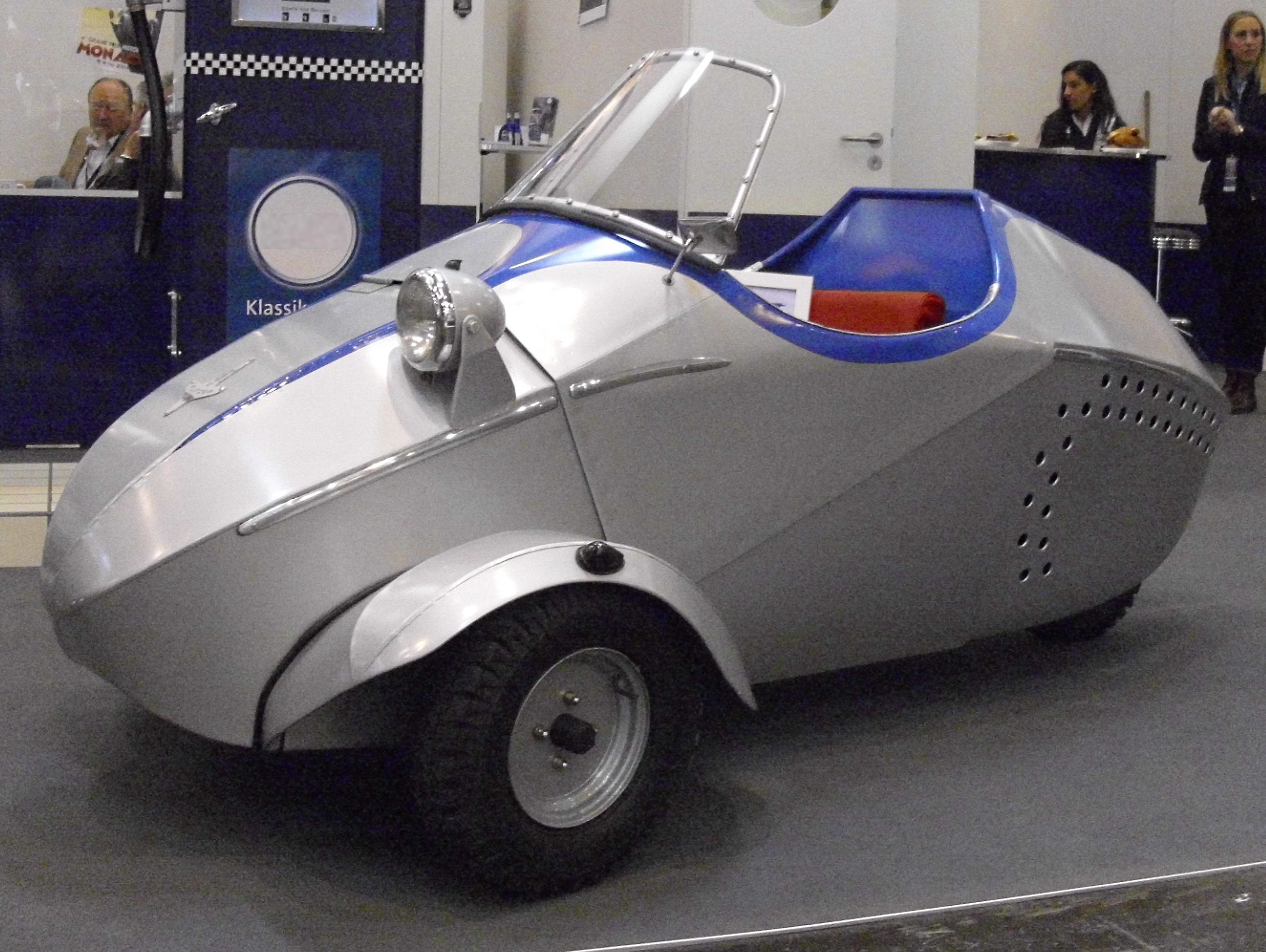
Roadster
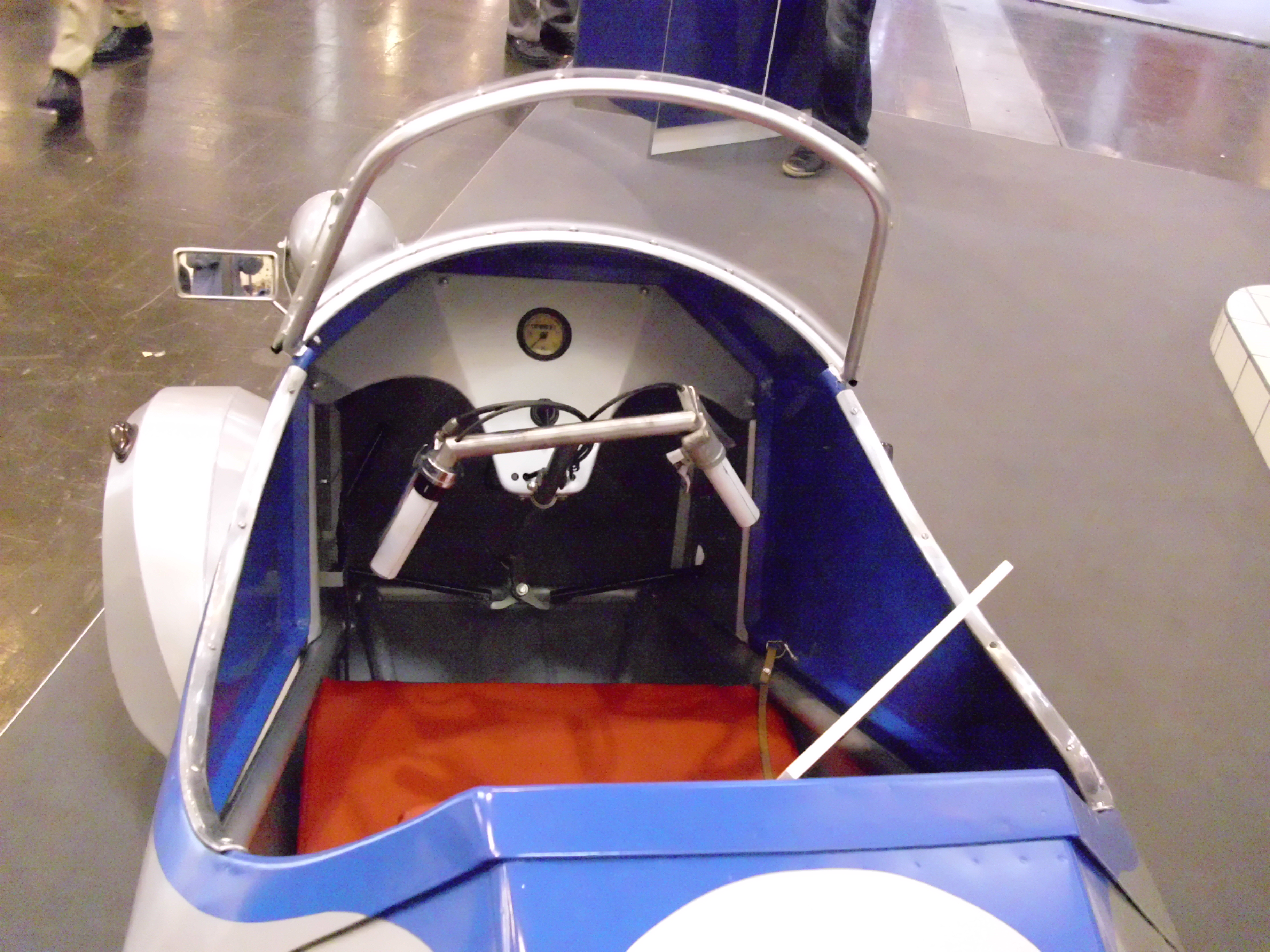
Interieur